# Labrador
O Labrador é uma das duas regiões que compõem a província canadense de Terra Nova e Labrador. Labrador localiza-se no continente, na península de Labrador, enquanto que a Terra Nova é uma ilha, a sudeste.
A população do Labrador é de 27 860 habitantes, segundo o censo canadense de 2001. Destes, cerca de 20% são nativos americanos, entre inuítes, innus, e métis. Com uma área de 294 330 km², o Labrador possui um tamanho similar ao da Itália.
O nome Labrador é um dos nomes de origem europeia mais antigas do Canadá, quase tão antiga quanto o nome Newfoundland (Terra Nova). A região e mar do Labrador foram nomeados em homenagem ao explorador português João Fernandes Lavrador, que, juntamente com Pêro de Barcelos, exploraram a região de 1492 a 1495. 
A maior parte da colonização e do povoamento não aborígene da região deu-se através de vilas pesqueiras, missões religiosas e postos comerciais. Assentamentos mais modernos e recentes foram criados graças à mineração de minério de ferro e da criação de represas, usinas hidrelétricas e bases militares. Até tempos recentes, transporte marítimo difícil e a falta de meios de transportes adequados desencorajava o povoamento da região. Na década de 1760, missionários assentaram-se na região, fundaram missões e frequentemente comercializavam peles com indígenas locais. Porém, este comércio, que fora até a década de 1870 a principal fonte de renda da região, fora dominada pela Companhia da Baía de Hudson.